# Saropogon elbaiensis
Saropogon elbaiensis är en tvåvingeart som beskrevs av Efflatoun 1937. Saropogon elbaiensis ingår i släktet Saropogon och familjen rovflugor.
Artens utbredningsområde är Sudan. Inga underarter finns listade i Catalogue of Life.